# Conseil national des activités privées de sécurité
 (juillet 2023).
Le conseil national des activités privées de sécurité, ou CNAPS, est un service français de police administrative, placé sous la tutelle du ministère de l'Intérieur et constitué sous la forme d'un établissement public administratif. 
Il est chargé de la délivrance, pour le compte de l'État, des autorisations d'exercice dans le secteur de la sécurité privée, du contrôle des acteurs (personnes physiques ou morales) de la sécurité privée et d'une mission de conseil à la profession. Il est entré en fonction le 1er janvier 2012 et a assuré, à partir de cette date, la délivrance des autorisations, notamment grâce aux services centraux du CNAPS. La mise en place des délégations territoriales s'est ensuite échelonnée sur l'ensemble de l'année 2012.  Dirigé par un préfet nommé par le président de la République sur la proposition du ministre de l'Intérieur, le conseil d'administration du CNAPS, appelé aussi Collège jusqu'en 2022, a été présidé de 2012 à fin 2017 par Alain Bauer puis par Valérie Derouet-Mazoyer.
Il ne s'agit ni d'un organisme ordinal, ni d'un organisme professionnel ou syndical et son collège dirigeant est composé, en majorité, par des fonctionnaires ou des représentants de l’État.

## Création
Le Conseil national des activités privées de sécurité est né le 6 septembre 2010 d'un amendement gouvernemental déposé au Sénat dans le cadre du projet de loi LOPPSI 2. C'est un établissement public administratif placé sous la tutelle du ministère de l'Intérieur.
Sa création fait suite à un rapport remis le 7 juin 2010 au ministre de l'Intérieur, relatif à la sécurité privée en France, rédigé conjointement par l'inspection générale de l'administration, l'Inspection générale de la Police nationale et l'Inspection générale de la Gendarmerie nationale. Ces inspections ont recommandé, outre la création au sein du ministère de l'Intérieur d'une délégation interministérielle à la sécurité privée, la mise en place du CNAPS. Ces recommandations ont été appuyées essentiellement par les syndicats de gardiennage et de transports de fonds qui représentent à l'époque un effectif de plus de 120 000 professionnels en activité.

## Objet
Le Conseil national est un organisme de contrôle et de régulation de certaines professions de sécurité privée régies par le livre VI du Code de la sécurité intérieure. Le CNAPS est chargé, au nom de l’État, de l'agrément et du contrôle des professions de sécurité privée suivantes :
- gardiennage ou surveillance humaine pouvant inclure l'utilisation de moyens électroniques ;
- gardiennage ou surveillance humaine pouvant inclure l'utilisation de moyens électroniques avec arme des catégories B et D ;
- télésurveillance ;
- agent cynophile ;
- cyno-détection d'explosifs ;
- opérateur de vidéo protection ;
- sûreté aéroportuaire ;
- transport de fonds ;
- maintenance et gestion de distributeurs automatiques de billets (DAB) ;
- protection physique des personnes ;
- protection physique de personnes avec arme des catégories B et D ;
- recherches privées ;
- protection des navires ;
- formation aux activités privées de sécurité.

## Les trois missions du CNAPS
Une mission de police administrative par la délivrance des autorisations pour les personnes morales et physiques :
- autorisations préalables et provisoires pour les personnes souhaitant effectuer une formation en sécurité privée ;
- autorisations de stage, si celui-ci est prévu dans une formation publique ;
- cartes professionnelles pour les agents ;
- agréments palpation pour les agents ;
- agréments dirigeants pour les exploitants individuels et les dirigeants, les gérants ou associés des entreprises de sécurité privée ;
- agréments en qualité de dirigeant d’un service interne de sécurité ;
- autorisations d’exercer pour les entreprises et organismes de formation (personnes morales).

Une mission disciplinaire par le contrôle du respect du livre VI du code de la sécurité intérieure, y compris par des partenariats avec d’autres services de contrôle de l’État (DIRECCTE, ACOSS, URSSAF, etc.).
Si des manquements à la réglementation des activités privées de sécurité sont constatés au cours des contrôles du CNAPS, une procédure disciplinaire est engagée et des sanctions peuvent être prononcées. Ces sanctions sont :
- l’avertissement ;
- le blâme ;
- l’interdiction temporaire d’exercer d’une durée maximum de 7 ans.

Ces sanctions peuvent être assorties d’une pénalité financière pouvant aller jusqu’à :
- 150 000 euros pour les personnes morales et les personnes physiques non salariées ;
- 7 500 euros pour les personnes physiques salariées.

Les sanctions peuvent également être publiées sur le site internet du CNAPS.
Une mission de conseil et d’assistance à la profession pour accompagner ses évolutions dans le cadre de la loi, lui rappeler la réglementation et favoriser la professionnalisation.

## Organisation
Le Conseil national des activités privées de sécurité est un établissement public administratif, placé sous la tutelle du ministre de l’Intérieur. Cette tutelle est exercée au nom du ministre par le directeur des libertés publiques et des affaires juridiques (DLPAJ).
Il a été dirigé successivement par :
- Préfet David Clavière, directeur depuis le 24 octobre 2022 ;
- Préfet Cyrille Maillet, directeur du 27 août 2018 au 30 septembre 2022 ;
- Préfet Jean-Paul Celet, directeur du 29 février 2016 au 26 août 2018 ;
- Préfet Alain Gardère, directeur du 11 décembre 2014 au 8 février 2016 ;
- Préfet Jean-Yves Latournerie, directeur du 26 décembre 2011 au 10 décembre 2014.

### Le Collège
Le CNAPS est administré par un collège de 25 membres : 11 représentants de l’État ; un magistrat du parquet général de la Cour de cassation et un membre du Conseil d’État ; 8 personnes issues des activités privées de sécurité ; 4 personnalités qualifiées.
Le collège du CNAPS, existant jusqu’au 31 août 2022, s’est transformé au 1er septembre 2022 en conseil d’administration. Il est depuis composé de 20 membres dont 11 représentants de l’État. 

### La commission nationale d'agrément et de contrôle (CNAC)
Composée de dix membres du collège, dont deux issus des activités privées de sécurité, la Commission nationale d'agrément et de contrôle veille au respect des orientations générales fixées par le collège ainsi qu’à la cohérence des décisions des commissions locales d’agrément et de contrôle. Elle statue sur les recours administratifs préalables formés à l’encontre des décisions des commissions locales. Son président, élu pour une durée de trois ans renouvelable une fois, est Michel Delpuech, avocat général honoraire à la Cour de cassation, son vice-président est Mme Nicole Moracchini, Avocate générale honoraire à la Cour de cassation, élue dans les mêmes conditions. Hors formation de recours, le président du collège et le délégué interministériel à la sécurité privée y siègent de droit avec voix consultative.

### Les Commissions locales d’agrément et de contrôle (CLAC)
Elles ont été supprimées le 30 mars 2022 par décret.

#### Missions
Les Commissions locales d’agrément et de contrôle (CLAC) sont l’échelon de décision de première instance en matière de délivrance des autorisations ou d’action disciplinaire. Leurs décisions peuvent faire l’objet d’un recours administratif préalable obligatoire (RAPO) devant la Commission nationale d’agrément et de contrôle (CNAC).
Mission de police administrative : les CLAC délibèrent sur la délivrance, la suspension ou le retrait des autorisations, agréments et cartes professionnelles. Lorsque l’instruction de la demande ne fait apparaître aucun fait constitutif d’un comportement ou d’agissements contraires à l’honneur, à la probité, aux bonnes mœurs ou de nature à porter atteinte à la sécurité des personnes ou des biens, à la sécurité publique ou à la sûreté de l’État, le président de la Commission a délégation pour signer immédiatement les autorisations, agréments ou cartes professionnelles.
Mission disciplinaire : au vu des manquements aux lois et aux règlements ou aux règles déontologiques de la profession, constatés notamment par les agents du CNAPS, elles peuvent prononcer les sanctions suivantes : avertissement, blâme et interdiction temporaire d’exercer n’excédant pas cinq ans. Elles peuvent également infliger des sanctions financières aux entreprises et aux dirigeants non salariés.

#### Composition
Huit Commissions locales d’agrément et de contrôle (CLAC) existent sur le territoire métropolitain (Aubervilliers, Lille, Metz, Villeurbanne, Marseille, Bordeaux et Rennes). Cinq CLAC existent pour les Outre-mer : à Fort-de-France pour la zone Antilles-Guyane, à Saint-Denis de la Réunion pour la zone océan Indien, à Wallis-et-Futuna, à Nouméa pour la Nouvelle-Calédonie et à Papeete (Tahiti) pour la Polynésie française.
Les CLAC d'Aubervilliers, Lille, Metz, Villeurbanne, Marseille, Bordeaux, Rennes, Fort-de-France et Saint-Denis de la Réunion sont composées de 12 membres, dont trois issus des activités privées de sécurité. Leurs présidents ainsi que leurs vice-présidents sont élus pour trois ans, renouvelables une fois, parmi les membres représentant l’État et les magistrats.
Les CLAC de Wallis-et-Futuna, Nouvelle-Calédonie et Polynésie française sont composées de 8 membres, dont deux issus des activités privées de sécurité.

## Financement
La CAPS, « Contribution pour les activités de sécurité », plus communément appelée « taxe CNAPS », a été supprimée le 1er janvier 2020 conformément à la loi n° 2018-1317 du 28 décembre 2018 de finances pour 2019.  
Le financement du CNAPS est assuré par le ministère de l'Intérieur (programme budgétaire 216 « Conduite et pilotage des politiques de l’intérieur »). 
Jusqu'au 31 décembre 2019, la CAPS prévue par l'article 19 de la loi de finances rectificative pour 2011, était recouvrée et contrôlée par les services fiscaux sur la sécurité privée, et n'était pas reversée directement au CNAPS mais au budget général de l'État.

## Critiques
En janvier 2016, alors qu’il dirige le Conseil national des activités privées de sécurité, le préfet Alain Gardère est placé en garde à vue, mis en examen pour corruption passive, prise illégale d’intérêts, détournements de fonds publics et recel d’abus de biens sociaux. Les écoutes téléphoniques indiquent qu'il rend des services, de façon intéressée, avec ceux qu’il est censé contrôler, notamment au Cnaps.
Dans son rapport annuel 2018, la Cour des comptes se montre sévère avec le CNAPS qui s'inquiète que plus de neuf demandes sur dix d'exercer soient satisfaites, qui doute de la fiabilité des enquêtes administratives préalables et déplore la faible assiduité de certains de ses dirigeants et plusieurs cas de conflits d'intérêts. La Cour regrette que moins du tiers des sanctions financières infligées entre 2012 et 2016 aient été recouvertes et que les signalements au parquet demeurent quasi nuls même pour des faits graves, ce qui laisse le secteur de la sécurité dans une situation anarchique. Quelques semaines après la publication de ce rapport, Valérie Derouet-Mazoyer remplace Alain Bauer (dont le mandat était échu) à la présidence du collège du CNAPS.